# Зеленский, Андрей Валерьевич
Андрей Валерьевич Зеленский (род. 24 января 1963, Благовещенск) — российский композитор, пианист. С 1997 года — член Союза композиторов России, а также Союза композиторов Москвы и Союза театральных деятелей, музыкальный руководитель Московского театра АпАРТе.

## Биография
Родился в Благовещенске 24 января 1963 года. Окончил Нижегородскую государственную консерваторию имени М. И. Глинки и аспирантуру НГК (класс профессора Аркадия Нестерова). Участвовал в композиторских семинарах в Иванове под руководством Сергея Беринского и Василия Лобанова. 
Сочинения Андрея Зеленского исполнялись в Большом зале Московской консерватории, ГМИИ им. А. С. Пушкина, Третьяковской галерее, Концертном зале им. Чайковского , Зале Зарядье, ММДМ, Московском планетарии, Доме Композиторов и др.), в музеях имени Глинки, Прокофьева, Музее истории ГУЛАГа, гостиной Юргенсона, Культурном центре ЗИЛ, а также Нижнем Новгороде, Екатеринбурге, Иванове, в Германии и Японии.
Помимо сочинения камерной и симфонической музыки Зеленский выступает как пианист-импровизатор, пишет музыку для театра и кино, а также детскую музыку. В 2021 году вышел альбом Полины Стембольской «Туфельки из дождя» с детской музыкой Андрея Зеленского.
Член Союза композиторов России и Союза театральных деятелей.
Жена — Любовь Викторовна Терская, композитор.

## Творчество
Музыка Зеленского входит в репертуар многих ведущих музыкантов России, среди которых Елена Ревич, Полина Осетинская, Борис Андрианов, Николай Сивчук, Максим Новиков, Ксения Башмет, Роман Минц, Вероника Кожухарова, гитаристы Дмитрий Илларионов, Дмитрий Мурин, Вера Данилина, Владимир Митяков, Ровшан Мамедкулиев и другие. 
Андрей Зеленский принимал участие как композитор и исполнитель в фестивалях современной музыки «Возвращение» , «Московская осень», «Другое пространство», на московских гитарных фестивалях «Виртуозы гитары», GUITARMAGfest и Фестивале имени Фраучи, в проектах «Творческая мастерская», «Встречи в провинции», «Полоса мокрого песка» (Нижний Новгород), «Свободный понедельник» Московского драматического театра АпАРТе. 
Как пианист Зеленский участвовал в фестивалях «Под зонтиком Сати», «Зеркало в зеркале», «Мир гитары», «Театральное притяжение», в проектах гитариста Дмитрия Илларионова «Танцы», «Всё сложно» и «Сати-видения» (Satie`s-fiction), для которого была создана версия пьесы «Sol-weg-пульсация» для гитары, баяна, фортепиано и камерного ансамбля (исполнялась в Московском планетарии, ММДМ и Государственной Третьяковской галерее). Концерт-метаморфоза «Эсмеральда» для гитары, струнного оркестра, ударных, флейты и двух фортепиано звучал на совместном концерте фестиваля VIVACELLO и VI Международного фестиваля имени Александра Фраучи (исполнители — Дмитрий Илларионов, ансамбль Questa musica, дирижёр Филипп Чижевский).

### Избранные сочинения
- «Инвенция-пастораль» для трёх гитар
- «Метаморфозы» памяти Николая Корндорфа для камерного ансамбля
- Струнный квартет «На фоне одного пейзажа»
- Sonata al test для скрипки соло
- «Соната в прелюдиях» для скрипки, голоса и фортепиано
- «Маленькие радости» для голоса, саксофона, фортепиано и различных предметов
- «Крест и роза», соната для альта и гитары
- «Пульсации» для скрипки, виолончели и баяна
- «Лоскутки» для четырёх флейт
- Passacaglia Blu(es) для камерного ансамбля
- «Ягоды» на текст Варлама Шаламова для чтеца, квартета саксофонов и фортепиано
- Esmeralda — концерт-метаморфоза для гитары, струнного оркестра, ударных, двух фортепиано и флейты
- Passacaglia-misterioso (quasi una sonata) для гитары соло
- Sol-Weg — пульсация для контрабас-флейты, кларнета, гитары, баяна, фортепиано, струнного квартета и двух бутылок